# سنجابک‌سانان
سنجابک‌سانان یا نیاجوندگان (نام علمی: Glires) نام یک کلاد از راسته هونیاسنجابک‌مانان است که شامل خرگوش‌سانان و جوندگان می‌شود.
|  | جوندگان                                       |
|  |                                               |
|  | خرگوش‌سانان (خرگوش‌ها، خرگوش‌های صحرایی، پیکاها) |
|  |                                               |

|  | پوست‌گستر                                                             |
|  |                                                                      |
|  | \| \| نخستی‌سانان (†آداپیس‌نماسانان، خیس‌بینیان، خشک‌بینیان) \| \| \| \| |
|  |                                                                      |
|  | نخستی‌سانان (†آداپیس‌نماسانان، خیس‌بینیان، خشک‌بینیان)                   |
|  |                                                                      |

|  | نخستی‌سانان (†آداپیس‌نماسانان، خیس‌بینیان، خشک‌بینیان) |
|  |                                                    |

|  | پوست‌گستر                                                             |
|  |                                                                      |
|  | \| \| نخستی‌سانان (†آداپیس‌نماسانان، خیس‌بینیان، خشک‌بینیان) \| \| \| \| |
|  |                                                                      |
|  | نخستی‌سانان (†آداپیس‌نماسانان، خیس‌بینیان، خشک‌بینیان)                   |
|  |                                                                      |

|  | نخستی‌سانان (†آداپیس‌نماسانان، خیس‌بینیان، خشک‌بینیان) |
|  |                                                    |

|  | جوندگان                                       |
|  |                                               |
|  | خرگوش‌سانان (خرگوش‌ها، خرگوش‌های صحرایی، پیکاها) |
|  |                                               |

|  | پوست‌گستر                                                             |
|  |                                                                      |
|  | \| \| نخستی‌سانان (†آداپیس‌نماسانان، خیس‌بینیان، خشک‌بینیان) \| \| \| \| |
|  |                                                                      |
|  | نخستی‌سانان (†آداپیس‌نماسانان، خیس‌بینیان، خشک‌بینیان)                   |
|  |                                                                      |

|  | نخستی‌سانان (†آداپیس‌نماسانان، خیس‌بینیان، خشک‌بینیان) |
|  |                                                    |

|  | پوست‌گستر                                                             |
|  |                                                                      |
|  | \| \| نخستی‌سانان (†آداپیس‌نماسانان، خیس‌بینیان، خشک‌بینیان) \| \| \| \| |
|  |                                                                      |
|  | نخستی‌سانان (†آداپیس‌نماسانان، خیس‌بینیان، خشک‌بینیان)                   |
|  |                                                                      |

|  | نخستی‌سانان (†آداپیس‌نماسانان، خیس‌بینیان، خشک‌بینیان) |
|  |                                                    |